# Kurt Georg Kiesinger
Kurt Georg Kiesinger (Ebingen, 6 aprile 1904 – Tubinga, 9 marzo 1988) è stato un politico tedesco.
Fu membro attivo del Partito Nazista dal 1933 e divenne vicedirettore della propaganda radiofonica esterna del Reich, essendo in questa veste uno dei principali censori del regime. Dopo la seconda guerra mondiale fu membro dell'Unione Cristiano-Democratica (CDU). Fu cancelliere federale della Germania Ovest dal 1966 al 1969, a capo di una grande coalizione di cristiano-democratici/socialdemocratici.

## Biografia

### Primi anni di vita e attività nazista

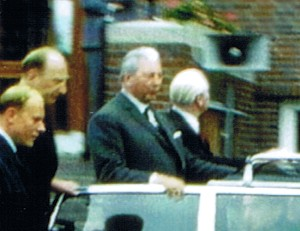
Kurt Georg Kiesinger (al centro)

Il padre, Christian (1876-1969), era un impiegato in una compagnia tessile locale ed era protestante, mentre la madre Dominika Kiesinger, nata Grimm (1878-1904), era cattolica, e morì sei mesi dopo la sua nascita. Kiesinger studiò giurisprudenza e lavorò come avvocato e insegnante privato per studenti di giurisprudenza.
Nel 1933 s'iscrisse al partito nazista e diversi anni dopo, nel 1940, accettò un posto al ministero degli esteri sotto Joachim von Ribbentrop. Durante questo incarico fu il referente per il ministero della propaganda di Joseph Goebbels. Il suo ruolo durante la dittatura nazista rimane dibattuto. Secondo Kiesinger stesso, provò a cambiare l'ideologia nazista per il bene e a impedire una radicalizzazione, spiegazione peraltro considerata improbabile da parte degli storici.

### Carriera politica
Dopo la guerra, entrò nella CDU e venne eletto al Bundestag nel 1949. In seguito, nel 1958, diventò ministro-presidente dello Stato federale del Baden-Württemberg. 

#### Cancellierato
Nel 1966 la CDU/CSU iniziò a dubitare che il suo cancelliere, Ludwig Erhard, fosse all'altezza dell'incarico. Alcuni esponenti del partito cominciarono a cercare una alternativa. Kiesinger fu scelto per formare un governo con l'SPD, una cosiddetta grande coalizione. Il nuovo gabinetto ebbe membri con storie di vita molto diverse: alcuni ministri erano antifascisti attivi durante il regime nazista, altri, come il cancelliere, erano collaboratori e membri del partito. 
Gli anni del governo di Kiesinger (1966-1969) furono un periodo caratterizzato da un grande cambiamento sociale: il movimento studentesco del 1968 e le manifestazioni della gioventù mostrarono grande differenze tra le generazioni. Il passato personale del cancelliere era discusso in un modo controverso e polemico. La giovane sinistra vedeva Kiesinger come lo stereotipo dell'opportunista tedesco, dell'autoritarista. Durante una conferenza del partito, l'attivista antifascista Beate Klarsfeld pubblicamente gli diede uno schiaffo. Ciononostante, Kiesinger godeva di un alto livello di popolarità tra i conservatori e i moderati. Il progetto politico più importante e controverso della coalizione era il Notstandsgesetz, una legge concernente i diritti del governo durante una situazione d'emergenza.
Dopo le elezioni del 1969, vinte dalla SPD, Willy Brandt conquistò l'ufficio di cancelliere. Kiesinger morì nel 1988 e fu seppellito nello Stadtfriedhof di Tubinga.

### Onorificenze straniere

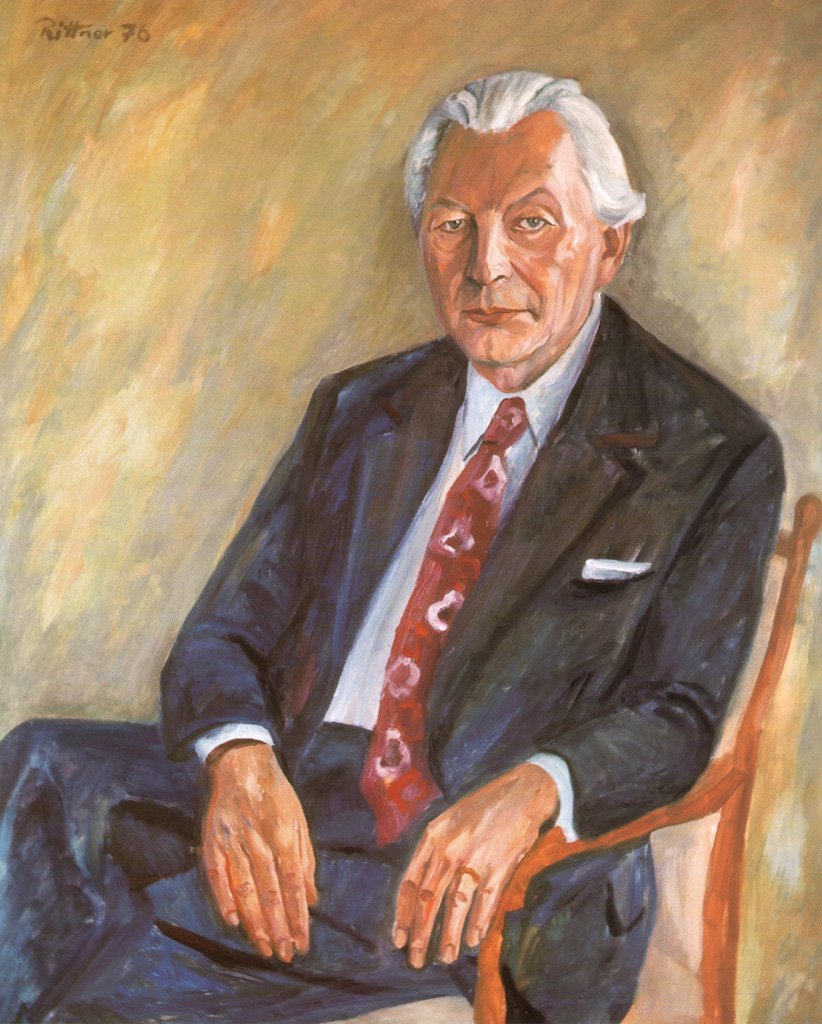
Dipinto ufficiale del cancelliere